# Cümbüş

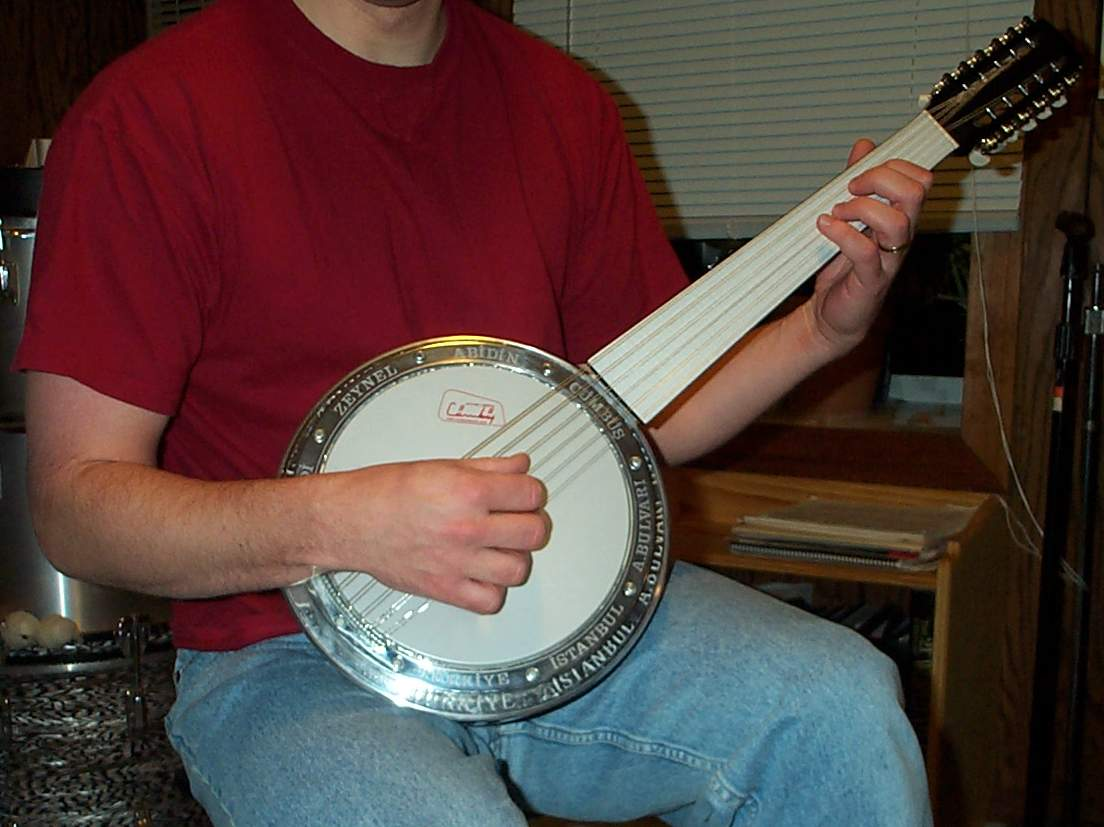
Un cümbüş de 12 cuerdas y sin trastes, configurado como un ud.

El cümbüş es un instrumento de cuerda turco de origen relativamente moderno. Fue desarrollado en 1930 por Zeynel Abidin Cümbüş como un instrumento oud que podría escucharse como parte de un conjunto más grande.
- Datos: Q516559
- Multimedia: Cümbüş / Q516559